# العلاقات المالطية النيجيرية
العلاقات المالطية النيجيرية هي العلاقات الثنائية التي تجمع بين مالطا ونيجيريا.

## مقارنة بين البلدين
هذه مقارنة عامة ومرجعية للدولتين:
| وجه المقارنة                                              | مالطا                                                     | نيجيريا                     |
| --------------------------------------------------------- | --------------------------------------------------------- | --------------------------- |
| المساحة (كم2)                                             | 316                                                       | 923.77 ألف                  |
| عدد السكان (نسمة)                                         | 465.29 ألف                                                | 190.89 مليون                |
| الكثافة السكانية (ن./كم²)                                 | 147.24 ألف                                                | 206.64                      |
| العاصمة                                                   | فاليتا                                                    | أبوجا، لاغوس                |
| اللغة الرسمية                                             | اللغة المالطية، لغة إنجليزية                              | لغة إنجليزية، اللغة اليوربا |
| العملة                                                    | يورو، ليرة مالطية                                         | نيرة نيجيرية                |
| الناتج المحلي الإجمالي (بليون دولار)                      | 12.54 مليار                                               | 375.77 مليار                |
| الناتج المحلي الإجمالي (تعادل القوة الشرائية) بليون دولار | 14.68 مليار                                               | 1.09 تريليون                |
| الناتج المحلي الإجمالي الاسمي للفرد دولار أمريكي          | 22.60 ألف                                                 | 2.64 ألف                    |
| الناتج المحلي الإجمالي للفرد دولار أمريكي                 |                                                           | 5.91 ألف                    |
| مؤشر التنمية البشرية                                      | 0.839                                                     | 0.514                       |
| رمز المكالمات الدولي                                      | +356                                                      | +234                        |
| رمز الإنترنت                                              | .mt                                                       | .ng                         |
| المنطقة الزمنية                                           | توقيت وسط أوروبا، ت ع م+01:00، ت ع م+02:00، أوروبا/مالطا ‏ | ت ع م+01:00                 |

## منظمات دولية مشتركة
يشترك البلدان في عضوية مجموعة من المنظمات الدولية، منها:
| علم المنظمة | اسم المنظمة                               | تاريخ انضمام مالطا | تاريخ انضمام نيجيريا |
| ----------- | ----------------------------------------- | ------------------ | -------------------- |
|             | البنك الدولي للإنشاء والتعمير             | 26 سبتمبر 1983     | 30 مارس 1961         |
|             | منظمة التجارة العالمية                    | ?                  | ?                    |
|             | المركز الدولي لتسوية المنازعات الاستشارية | 3 ديسمبر 2003      | 14 أكتوبر 1966       |
|             | منظمة حظر الأسلحة الكيميائية              | ?                  | ?                    |
|             | الفريق المعني برصد الأرض                  | ?                  | ?                    |
|             | المنظمة الهيدروغرافية الدولية             | ?                  | ?                    |
|             | الأمم المتحدة                             | 1 ديسمبر 1964      | 7 أكتوبر 1960        |
|             | منظمة الشرطة الجنائية الدولية             | ?                  | ?                    |
|             | وكالة ضمان الاستثمار متعدد الأطراف        | 12 سبتمبر 1990     | 12 أبريل 1988        |
|             | يونسكو                                    | 10 فبراير 1965     | 14 نوفمبر 1960       |
|             | مؤسسة التمويل الدولية                     | 1 يونيو 2005       | 30 مارس 1961         |
|             | الاتحاد البريدي العالمي                   | ?                  | ?                    |
|             | دول الكومنولث                             | ?                  | ?                    |
|             | الاتحاد الدولي للاتصالات                  | 1965               | 11 أبريل 1961        |

## أعلام
هذه قائمة لبعض الشخصيات التي تربطها علاقات بالبلدين:
- الفريد ايفيونغ (لاعب كرة قدم نيجيري، 29 نوفمبر 1984[20] – )
- جوزيف مبونغ (لاعب كرة قدم مالطي، 15 يوليو 1997[21] – )

## وصلات خارجية
- موقع وزارة الخارجية المالطية
- موقع وزارة الخارجية النيجيرية